# Shilpa Gupta
Shilpa Gupta, née en 1976 à Mumbai (Bombay), est une artiste indienne contemporaine qui vit et travaille dans cette même ville. Ses interventions dans l'espace public questionnent la société libérale, les droits humains, les questions religieuses.

## Biographie
Shilpa Gupta est une artiste de Mumbai, en Inde. Elle obtient une licence de beaux-arts, section de sculpture à l'école d'arts Sir Jamsetjee Jeejebhoy (en) en 1997. Ses médiums vont des objets trouvés détournés à la vidéo, en passant par l'installation et la performance sur ordinateur interactif. Elle participe à la Biennale de Venise (2019). Elle fonde un collectif d'artistes de Bombay Open Circle qui interviennent dans l'espace public.

## Pratiques artistiques
Shilpa Gupta s'intéresse à la perception humaine et à la manière dont les informations, visibles ou invisibles, sont transmises et intériorisées au quotidien. Shilpa Gupta est constamment attirée sur la définition des objets, qu’il s’agisse de lieux, de personnes, d’expériences, et son travail s’engage dans des zones où se jouent ces définitions, qu’il s’agisse de frontières, d’étiquettes et d’idées, de censure et de sécurité.
Artiste des nouveaux médias qui a influencé sa génération, Shilpa Gupta s'intéresse à l'art dans ses dimensions participative, interactive et publique. Elle cartographie le pouvoir déterminant des frontières sociales et psychologiques sur la vie publique. Son travail met en évidence les apories dans la sphère publique nationale en Inde, notamment les barrières de genre et de classe, les différences religieuses, le pouvoir des appareils étatiques répressifs, l'attraction pour l'homogénéité sociale et les idées trompeuses de consensus public rendues possibles par l'émergence des nouveaux espaces d'expressions.

## Œuvres
Parmi les premiers exemples de son travail, citons Untitled (1995-96), où l’artiste a envoyé anonymement par courrier postal 300 dessins numérotés et tamponnés à plusieurs reprises. Dans Untitled (1999), Shilpa Gupta visite des lieux saints pour faire bénir sa toile vierge. À la fois, l’œuvre est une exploration des mécanismes de la foi et de la conviction et une interrogation sur le rôle de l’artiste dans « la manifestation des aspirations religieuses collectives de la société ». Elle réinterprète à plusieurs reprises cette performance. Pour la Tate Modern en 2001, le site Web Blessed Bandwidth invite les téléspectateurs à être bénis en ligne via des pages en ligne reliées par un câble que l'artiste portait à divers lieux de culte. Le visiteur pouvait télécharger une application God.exe et des images d'eaux saintes de différentes religions, en explorant différentes manières de définir et de construire le monde.
Dans son travail Blame (2001), l’artiste distribue des bouteilles de sang factice dans les rues et dans les trains qui disent: « Blâme/Vous blâmer me fait sentir bien/Alors je vous reproche ce que vous ne pouvez contrôler/votre religion/votre nationalité/Je veux vous blâmer/Je veux me sentir bien ». Ce thème récurrent de « l'acte de nommer » est abordé dans There is No Border Here (2005), 100 Hand drawn maps of India, Someone Else- 100 Books written anonymously or under pseudonyms  (2011), Altered Inheritance (2012-14)., qui comprend des histoires de centaines de personnes qui ont changé de nom de famille.
Elle dit : « Je m'intéresse à la perception et, par conséquent, à la manière dont les définitions sont étirées ou infiltrées, qu'il s'agisse du sexe, des croyances ou de la notion d'état ».
Shilpa Gupta a créé un certain nombre de projets qui cartographient les effets de la partition de 1947. Elle est l'une des artistes à la tête du projet Aar Paar (2002-2004), qui présente des œuvres de divers artistes à travers la frontière indo-pakistanaise dans des espaces publics quotidiens. Dans son travail In Our Times (2008), qui consiste en deux microphones situés aux extrémités d’un pôle qui alterne entre les discours inauguraux porteurs d'espoir de 1947 sur l’indépendance, prononcés par Jinnah au Pakistan et Nehru en Inde. Ce travail apporte une réflexion sur les similitudes et les différences entre les deux visions et à remettre en question les décisions politiques des deux dirigeants.
L'ouvrage multicanal de Shilpa Gupta, Untitled (Wives of the Disappeared), 2006, répond aux préoccupations des femmes du Cachemire dont le mari a disparu et ne peut pas être déclaré mort par l'État, laissant les femmes face à une incertitude atroce. Les spectateurs sont invités à découvrir les différentes couches de l’installation, étape par étape: il faut se diriger vers la projection vidéo en passant devant des rideaux sur lesquels sont installées des enceintes qui émettent une piste multi-audio et à travers un ensemble de vêtements suspendus à des cordes à linge. Les vêtements qui ont été suspendus ont été amputés ou ont une extension surréaliste sur laquelle est diffusée une vidéo d’enregistrements numériques à partir des registres d’État est cousue à l’aide d’une aiguille perforante. La vidéo montre une femme vêtue de blanc, portant un drapeau du même tissu. Alors que ses mouvements et ses gestes évoquent la rigidité militaire, sa position contre un fond bleu ciel perturbe toute idée de lieu pour le travail. La vidéo en boucle semble faire référence à un sentiment de paralysie face à l'autorité, à l'édification de la nation et au militantisme transfrontalier. Le travail de Shilpa Gupta explore la violence culturelle et historique, non seulement pour suggérer une historiographie alternative, mais aussi pour encourager une prise de conscience.
Shilpa Gupta produit une série d'installations sonores depuis 2001, avec des haut-parleurs tissés sur des tissus jusqu'aux microphones émettant des sons, en passant par des installations audio interactives. Singing Cloud (2008) est une installation sonore composée de 4 000 microphones dont la fonction a été inversée. Elle constitue la métaphore incarnée de l'expérience globale de la vie humaine, transcendant les frontières temporelles et spatiales et rassemblant des éléments disparates dans un tout harmonieux.
Ses œuvres interactives incitent le public à être acteur. Dans Speaking Wall, une installation de 2010, le visiteur revêt un casque et monte sur une rangée de briques qui le mène dans une impasse. Une voix dans le casque indique au visiteur où et quand se déplacer le long des briques.
Threat (2008) est un travail composé d'un mur de savon conçu pour ressembler à des briques individuelles, avec le mot « menace » écrit sur chacune d'elles. En utilisant un matériau impermanent tel que du savon pour évoquer des objets aussi durables que des briques, Shilpa Gupta cherche à inciter les spectateurs à remettre en question leurs propres hypothèses sur le monde.
Shilpa Gupta repousse constamment les limites de la pratique artistique dès ses premières œuvres interactives du milieu des années 1990, suivie par des sites Web, des écrans tactiles et des projections vidéo interactives à grande échelle. Dans Untitled (2004), sept personnages animés peuvent être contrôlés et activés par les visiteurs par des commandes programmées. Les instructions et les déclarations, dites comme si elles étaient automatisées, sont projetés sur le sol devant l'écran. Ce travail a donné lieu à une série de projections vidéo interactives Shadow 1, 2, 3 (2006-2007) dans lesquelles les visiteurs entrant dans la zone de captation sont filmés par une caméra installée dans la salle et les silhouettes sont projetées en temps réel sur le mur opposé.
L'installation Someone Else - A library of 100 books written anonymously or under pseudonyms (2011) comprend une centaine de boîtiers métalliques aux formes et dimensions de différents livres publiés sous un pseudonyme, avec une gravure de la couverture de la première édition, sur laquelle est ajoutée, la raison pour laquelle l'écrivain n'a pas publié sous son propre nom. Depuis sa création en 2011, le projet a été présenté dans cinq bibliothèques publiques de différentes régions du monde.
L'artiste a réalisé plusieurs œuvres d'éclairage extérieur, y compris I live in your sky (2004), qui a été installée à Carter Road dans son quartier en 2013. Dans My East is Your West (2014), une installation de lumière animée, différentes lettres disposées de manière non linéaire s'allument à des moments différents pour former les mots MY EAST IS YOUR WEST (2014) . Les lettres sont affichées au sommet d'un bâtiment, encadrées par les teintes changeantes du ciel. Shilpa Gupta associe la parole au corps, à notre sens du lieu, à la nationalité, à l’appartenance et à la diaspora, et peut-être même aux faux-semblant.
For, In Your Tongue, I Cannot Fit (2018) est une installation sonore multicanal présentée à la Biennale de Kochi-Muziris dans laquelle Gupta tente de donner la parole à 100 poètes emprisonnés et réduits au silence pour leur poésie et leurs convictions. L'installation comprend des feuilles imprimées des poèmes des prisonniers empalés sur des tiges de métal accompagnées de récitations enregistrées.

## Prix et récompenses
- Artiste international de l'année, Asie du Sud-Est, Canada, 2004
- Prix Sanskriti Prathisthan, New Delhi, 2004
- Prix Transmediale, Berlin, 2004
- finaliste au prix Leonardo Global Crossings, 2005
- Bienal Award, Bienal De Cuenca, Équateur, 2011
- Prix YFLO Titan Young Women Achievers, 2012-2013, New Delhi [20]

## Expositions personnelles
- My East is Your West, Fondation Gujral, Venise, 2015
- Will We Ever Be Able To Mark Enough, Fonderie Darling, Montréal, 2011
- Shilpa Gupta, Prestel and Vadehra Art Gallery, New Delhi, 2010
- BlindStars StarsBlind, Galerie Volker Diehl, Berlin, 2008
- Shilpa Gupta, Sakshi Gallery & Apeejay Media Gallery, Mumbai, 2007
- Solo Show, Bose Pacia, New York, 2006
- Solo Show, École d'art, Aix-en-Provence, 2001